# Pterotiltus
Pterotiltus is een geslacht van rechtvleugeligen uit de familie veldsprinkhanen (Acrididae). De wetenschappelijke naam van dit geslacht is voor het eerst geldig gepubliceerd in 1893 door Karsch.

## Soorten
Het geslacht Pterotiltus omvat de volgende soorten:
- Pterotiltus apicalis Bolívar, 1905
- Pterotiltus berlandi Ramme, 1929
- Pterotiltus coeruleocephalus Bolívar, 1905
- Pterotiltus femoratus Ramme, 1929
- Pterotiltus finoti Dominique, 1900
- Pterotiltus giorgii Ramme, 1929
- Pterotiltus hollisi Rowell, 2005
- Pterotiltus impennis Karsch, 1891
- Pterotiltus inuncatus Karsch, 1892
- Pterotiltus miniatulus Karsch, 1893
- Pterotiltus minimus Ramme, 1929
- Pterotiltus occipitalis Ramme, 1929